# Толстоклювый меченосый древолаз
Толстоклювый меченосый древолаз (лат. Xiphocolaptes promeropirhynchus) — вид птиц в из семейства печниковых. Выделяют 23 подвида.

## Описание
Толстоклювый меченосый древолаз достигает длины 28—31,5 см и массы от 103 до 144 г.
Верхняя часть тела в основном коричневая, крылья и хвост рыжеватые; нижняя часть тела рыжевато-коричневая; на голове, горле и брюхе имеются рыжеватые полосы. Радужная оболочка тёмно-коричневая, янтарная или красная. Длинный, толстый, слегка изогнутый клюв от серого до тёмно-коричневого или чёрного цвета. Ноги голубовато-серые, зелёные или серовато-чёрные.

## Распространение и места обитания
Толстоклювый меченосый древолаз обитает в Белизе, Боливии, Бразилии, Колумбии, Коста-Рике, Эквадоре, Сальвадоре, Гватемале, Гайане, Гондурасе, Мексике, Никарагуа, Панаме, Перу и Венесуэле. Его естественной средой обитания являются субтропические и тропические влажные низменные леса, а также субтропические и тропические горные леса. Они могут вести одиночный образ жизни или жить парами, часто находясь внизу около земли или добывая еду высоко на деревьях, или сопровождать смешанные кормящиеся стаи. Птицы иногда следуют за муравьиными роями и обычно доминируют над другими мелкими видами.